# Antonio Giorgi
Antonio Giorgi detto Baìno (Cinigiano, 31 marzo 1935) è un fantino italiano.
Di professione muratore, ha disputato il Palio di Siena in undici occasioni, vincendo la carriera del 16 agosto 1970 sul cavallo Ira per la Contrada della Selva.

## Presenze al Palio di Siena
Le vittorie sono evidenziate ed indicate in neretto.
| Palio             | Contrada | Cavallo               |
| ----------------- | -------- | --------------------- |
| 2 luglio 1967     | Bruco    | Gabria (scosso)       |
| 24 settembre 1967 | Bruco    | Fulgida (scosso)      |
| 2 luglio 1968     | Selva    | Fulgida               |
| 16 agosto 1968    | Selva    | Leda (scosso)         |
| 16 agosto 1969    | Lupa     | Samanta               |
| 21 settembre 1969 | Bruco    | Venere                |
| 2 luglio 1970     | Tartuca  | Alice K (scosso)      |
| 16 agosto 1970    | Selva    | Ira                   |
| 2 luglio 1971     | Aquila   | Macchina II (scosso)  |
| 16 agosto 1971    | Aquila   | Gavottina II          |
| 16 agosto 1972    | Bruco    | Gavottina II (scosso) |